# Le Portique (revue)
Pour les articles homonymes, voir Le Portique (homonymie).
Le Portique, revue de philosophie et de sciences humaines proposant études et débats, se veut carrefour de questionnements et de rencontres, lieu de recherche pour une approche transdisciplinaire. Elle met en dialogue les sciences humaines et la réflexion philosophique et entend garantir un pluralisme de points de vue. La revue, ouverte aussi au grand public, donne rendez-vous au lecteur sous le Portique, espace ouvert dont la sagesse est conforme au modèle stoïcien d’une pensée du seuil, des degrés et des limites, et qui se risque à penser l’événement. La revue est dotée d'un comité scientifique international.

## Politique éditoriale
La revue est disponible sur le portail OpenEdition Journals ; elle est propulsée par le CMS libre Lodel. Sa politique éditoriale est celle d'une publication intégrale en libre accès après un délai de restriction de 2 ans.